# Гусаровское
Гусаровское — село в Отрадненском районе Краснодарского края. Административный центр Красногвардейского сельского поселения.

## География
Расположено в равнинной зоне, на правом берегу Урупа.

## История
Село Гусаровское было утверждено на базе одноимённого поземельного товарищества в 1913 году. 
В справочнике по Ставропольской епархии (обзор городов, сёл, станиц и хуторов Ставропольской губернии и Кубанской области) Н.Т. Михайлова за 1911 год, в частности указывается про хутор Гусаровский тогдашней Кубанской области: 
«В 1893 году крестьяне Киевской губернии, составив товарищество, купили через Крестьянский Банк 1000 дес. земли у черкесского князя Гусарова. При покупке земли была достигнута договорённость, что поселение назовут в честь погибшего в боях с «не мирными» черкесами полковника царской армии Крым-Герей Гусарова. Потомки полковника пожертвовали при этом новым поселенцам свой дом для устройства в нём церкви, что значится и в купчей крепости. Позднее  было названо селом Новоалександровским. Но вскоре, по недостатку средств на содержание администрации, правление было закрыто, село было вновь переименовано в хутор Гусаровский и в административном отношении причислено к селу Ливонскому. В состав прихода первоначально входили, кроме хут. Гусаровскаго, ещё два соседних хутора: Энгейгейм и Колобовский (ныне Опочиновский). В 1907 году в последнем был открыт самостоятельный причт. Расположен хутор в равнинной части Закубанскаго края на р. Урупе по склонам холма, спускающимся к реке. Древесных насаждений в хуторе достаточно. Главное занятие жителей — хлебопашество. Земля удобная. Всей земли 1712 десятин. Климат здоровый. Фельдшера нет. Ближайший врач — в ст. Отрадной (21 верста). Расстояние: до г. Екатеринодара 212 в., до жел. дор. (ст. Овечка) 25 в., до хут. Энгейгейм 1 в., Ливонского-8 в., Попутной 8 в., Безскорбной 12 в. Корреспонденция через Безскорбненское почтовое отделение».
Гусаровы — это адыгский (жанеевский) дворянский род, представители которого служили в Российской Императорской армии и в Кубанском казачьем войске в XIX веке. За службу им и была пожалована вышеуказанная земля, на которой располагался хутор Гусаровский, а ныне село Гусаровское Отрадненского района Краснодарского края. Вышеуказанные сведения также подтверждают, что хутор и земля принадлежали конкретным представителям адыгского (жанеевского) рода.

## Население
| 2002 | 2010  |
| ---- | ----- |
| 1322 | ↗1548 |

## Улицы
- ул. Красная,
- ул. Лесная,
- ул. Новая,
- ул. Подгорная,
- ул. Приурупская.

## Известные уроженцы
- Пащенко Иван Васильевич (1922-2014) — Герой Советского Союза.